# Bacajaquía
Bacajaquía (del idioma mayo Baka jakía: "Carrizo en el arroyo") es una ranchería del municipio de Etchojoa ubicado en el sur del estado mexicano de Sonora. Según los datos del Censo de Población y Vivienda realizado en 2020 por el Instituto Nacional de Estadística y Geografía (INEGI), Bacajaquía tiene un total de 454 habitantes.

## Geografía
Bacajaquía se sitúa en las coordenadas geográficas 27°4′34″ de latitud norte y 109°39'02" de longitud oeste del meridiano de Greenwich, a una elevación de 20 metros sobre el nivel del mar.